# Ixora paradoxalis
Ixora paradoxalis är en måreväxtart som beskrevs av Cornelis Eliza Bertus Bremekamp. Ixora paradoxalis ingår i släktet Ixora och familjen måreväxter. Inga underarter finns listade i Catalogue of Life.